# Озеро Макдауелл
52°13′55″ пн. ш. 92°43′48″ зх. д. / 52.232° пн. ш. 92.73° зх. д.
Озеро Макдауелл — озеро в північно-західному районі Кенора, провінція Онтаріо, Канада.
Озеро Макдауелл лежить на висоті 366 метрів над рівнем моря. Площа 55 квадратних кілометрів. З півночі на південь простягається на 13,2 кілометра, зі сходу на захід на 14,7 кілометра. В околицях озера Макдауелл переважно ростуть хвойні ліси. Територія навколо озера Макдауелл майже незаселена, на квадратний кілометр менше двох жителів. Територія є частиною бореального кліматичного поясу. Середньорічна температура в районі становить −2 °C. Найтепліший місяць — липень із середньою температурою 15 °C, а найхолодніший — січень із −25 °C.